# Realismo ofensivo

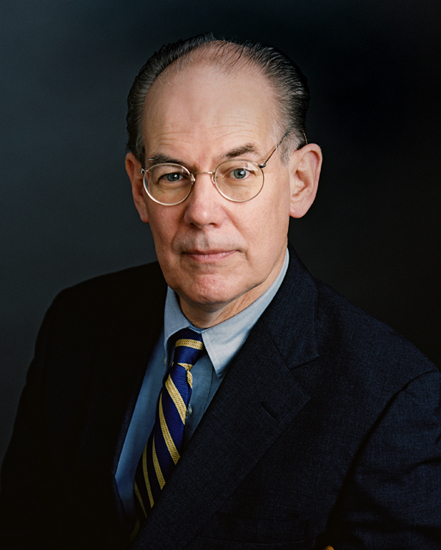
John Mearsheimer, o arquiteto do realismo ofensivo.

Nas Relações Internacionais, o Realismo ofensivo é uma variante do realismo político. Como o realismo, o realismo ofensivo diz respeito aos Estados como os principais atores nas relações internacionais. No entanto, o realismo ofensivo adiciona várias hipóteses ao quadro do realismo estrutural. John Mearsheimer desenvolveu esta teoria em seu livro The Tragedy of Great Power Politics. É fundamentalmente diferente do realismo defensivo, descrevendo as grandes potências como revisionistas na maximização de poder, privilegiando o Buck-Passing sob estratégias de Balancing em seu objetivo final de dominar o sistema internacional. A teoria traz contribuições importantes para o estudo e a compreensão das relações internacionais, mas continua a ser a alvo de críticas.

## Origens teóricas
O realismo ofensivo é uma teoria proeminente das Relações Internacionais pertencente a escola realista de pensamento, que inclui várias sub-tendências caracterizadas pelas diferentes perspectivas de estudiosos representativos como Robert Gilpin, Randall Schweller, Eric J. Labs e Fareed Zakaria. Entretanto, atualmente, a variante mais importante do realismo é a de John Mearsheimer, totalmente desenvolvida em seu livro, The Tragedy of Great Power Politics. Embora a teoria do realismo ofensivo de Mearsheimer não reitere a construção de certas hipóteses elaboradas por realistas clássicos, que se afastam completamente destes argumentos, usa o positivismo como uma filosofia científica pela adição de um sistema centrado na abordagem do estudo do comportamento do Estado na política internacional baseado na estrutura do sistema internacional.

## Principais fundamentos
O realismo ofensivo é uma teoria estrutural que, ao contrário do realismo clássico de Hans Morgenthau, acusa o conflito de segurança na anarquia do sistema internacional, e não a natureza humana ou as características de cada uma das grandes potências. Em contraste com outras teorias estruturais realistas, o realismo ofensivo acredita que os Estados não estão satisfeitos com uma determinada quantidade de poder, mas buscam a hegemonia (maximização de sua parcela de poder no mundo), para segurança e sobrevivência.
John Mearsheimer resumiu essa visão em seu livro, The Tragedy of Great Power Politics:
| “ | Dada a dificuldade de determinar o quanto de poder é necessário para hoje e amanhã, as grandes potências reconhecem que a melhor maneira de garantir a sua segurança é conseguir a hegemonia agora, eliminando assim qualquer possibilidade de ser desafiada por outra grande potência. Somente um Estado sem capacidade deixaria passar uma oportunidade de ser o poder hegemônico do sistema, pois havia presumido que já possuía poder suficiente para sobreviver. | ” |

Este comportamento é conhecido como "maximização de poder". Neste mundo não há tal coisa como o status quo do poder, pois de acordo com Mearsheimer:
| “ | Uma grande potência que tem uma vantagem de poder marcado sobre os seus rivais provavelmente se comportará de forma agressiva, porque tem a capacidade, bem como o incentivo de fazê-la. | ” |

Os Estados temem uns aos outros, à medida que assumem que as intenções do outro Estado não são benevolentes. Os Estados possuem vários objetivos, mas a sobrevivência é a mais importante. Sempre que os Estados cooperam, essas iniciativas estão condenadas a serem vencidas ou de curta duração, como o medo um do outro, o desejo de hegemonia e de segurança, impulsionada pela necessidade de sobrevivência, acaba por criar tensões fatais.
Como Mearsheimer citou na explicação, o realismo ofensivo segue a partir de um núcleo de pressupostos básicos do realismo. Estes são:
1. O sistema internacional é anárquico
2. Os Estados são racionais
3. Os Estados têm a sobrevivência como principal objetivo
4. Todos os Estados possuem a capacidade de lançar uma ofensiva militar
5. Os Estados nunca podem estar certos das intenções dos outros Estados (isto é, todos os Estados estão buscando segurança)

Como o realismo defensivo, o realismo ofensivo postula um sistema internacional anárquico em que as grandes potências são racionais, possuem incertezas das intenções dos outros Estados e são capazes de realizarem uma ofensiva militar para sobreviverem. Embora inicialmente fora desenvolvido a partir de proposições semelhantes ao realismo defensivo, o realismo ofensivo de Mearsheimer avança drasticamente para diferentes previsões sobre o comportamento dos Estados na busca de poder na política internacional. Principalmente, se afasta do realismo defensivo no que diz respeito à acumulação de poder que um Estado precisa possuir para garantir a sua segurança e da estratégia dos Estados de seguirem um nível satisfatório de segurança. Em última análise, o realismo ofensivo de Mearsheimer traça um retrato muito mais pessimista da política internacional caracterizada pela concorrência de segurança entre os Estados que provavelmente levaria a um conflito e a uma guerra.

### Status Quo vs. Maximização de Poder
O realismo ofensivo de Mearsheimer pretende o "viés status quo" da teoria do realismo defensivo de Kenneth Waltz. Apesar de ambas as variantes realistas argumentarem que os Estados estão principalmente preocupados com a maximização de sua segurança, elas discordam sobre a quantidade de energia necessária no processo. Ao contrário do realismo defensivo segundo o qual os Estados são forças do status quo que buscam apenas preservar suas respectivas posições no sistema internacional, mantendo o prevalecente equilíbrio de poder, os realistas ofensivos reivindicam que os Estados são, de fato, maximizadores de poder revisionistas que abrigam intenções agressivas. Na verdade, no realismo ofensivo, o sistema internacional fornece às grandes potências fortes incentivos para recorrerem à ação ofensiva, a fim de aumentar a segurança e garantir a sua sobrevivência. O sistema internacional caracterizado pela anarquia, a ausência de uma autoridade central capaz de impor regras e punir os agressores, de prever as intenções incertas dos Estados e disponibilizar capacidades militares ofensivas, conduz aos Estados constantemente a temerem uns aos outros e recorrerem a mecanismos de auto-ajuda para garantir a sua sobrevivência. A fim de aliviar esse medo de agressão que cada Estado possui do outro, os Estados sempre procuram maximizar o seu poder relativo, definido em termos de recursos materiais. Como Mearsheimer diz: "eles olham para as oportunidades de alterar o equilíbrio de poder através da aquisição de incrementos adicionais de poder à custa de rivais potenciais", pois "quanto maior a vantagem militar que um Estado tem em relação a outros Estados, mais seguro ele é." Os Estados procuram aumentar a sua força militar em detrimento de outros Estados criando um sistema de hegemonia, sendo a única grande potência no sistema, este sendo como seu objetivo final. Mearsheimer resumiu este ponto de vista na seguinte forma: "as grandes potências reconhecem que a melhor maneira de garantir a sua segurança é conseguir a hegemonia agora, eliminando assim qualquer possibilidade de ser desafiada por outra grande potência. Somente um Estado sem capacidade deixaria passar uma oportunidade de ser o poder hegemônico do sistema, pois havia presumido que já possuia poder suficiente para sobreviver." Assim, os realistas ofensivos como Mearsheimer acreditam que a melhor estratégia do Estado para aumentar o seu poder em relação ao ponto de alcançar a hegemonia é confiar em táticas ofensivas. Desde que seja racional para que possam agir de forma agressiva, as grandes potências provavelmente iriam continuar suas políticas expansionistas, o que lhes trará mais perto da hegemonia. Enquanto a hegemonia global é quase impossível de se atingir, devido às restrições de projeção de poder através dos oceanos e as forças de retaliação, os melhores Estados no jogo podem esperar alcançar a hegemonia regional, dominando a sua própria área geográfica. Esta busca incessante pelo poder inerentemente gera um estado de "competição de segurança constante, com a possibilidade de uma guerra sempre em segundo plano." Somente a hegemonia regional, uma vez alcançada poderiam fazer das grandes potências, Estados no status quo.

### Balancingvs.Buck-Passing
O realismo ofensivo coloca ênfase na hegemonia como sendo o objetivo final dos Estados, em nítido contraste com a crença do realismo defensivo, em que a sobrevivência do Estado pode ser garantida em algum ponto curto de hegemonia. Em uma visão realista defensiva, os incrementos de segurança com a finalidade de acúmulo de poder experimenta retornos decrescentes marginais de onde os custos eventualmente superam os benefícios. Os realistas defensivos postulam que sob a anarquia existe uma forte propensão para os Estados se envolverem em um Balancing, assumindo a responsabilidade para manter o equilíbrio de poder existente, enquanto também, existe o Buck-Passing, o uso da ameaça contra os Estados em busca de poder, que por sua vez, "pode por em risco a própria sobrevivência do Estado maximizado." Este argumento também se aplica ao comportamento do Estado para com o Estado mais poderoso do sistema internacional, como os realistas defensivos notam que uma excessiva concentração de poder é auto-destrutiva, provocando contra medidas de equilíbrio. No entanto, Mearsheimer desafia essas afirmações, tornando o argumento de que é bastante difícil estimar quando os Estados chegaram a uma quantidade satisfatória de poder de hegemonia, não é o suficiente para contar muito sobre o equilíbrio como um método de poder de verificação eficiente, devido a problemas de ação coletiva. De acordo com ele, quando uma grande potência se encontra em uma postura defensiva tentando evitar que seus rivais ganhem poder às suas custas, pode-se optar por envolver-se em um Balancing ou intervir, ou favorecer o Buck-Passing, transferindo a responsabilidade para que outros Estados atuem, permanecendo à margem da situação. A fim de determinar as circunstâncias em que as grandes potências se comportam de acordo uma com a outra, Mearsheimer se baseia no realismo defensivo de Kenneth Waltz, incluindo uma segunda variável geográfica ao lado da distribuição do poder. Por um lado, a escolha entre o Balancing e o Buck-Passing depende se o sistema internacional é anárquico e bipolar, a arquitetura multipolar provavelmente desequilibraria. Por outro lado, a localização geográfica do Estado em termos de partilha de fronteira e recursos naturais também influenciam a preferência estratégica das grandes potências. Combinadas, estas duas variáveis permitem-lhe estabelecer que as grandes potências tendem a favor, ao contrário do realismo defensivo um Buck-Passing mais equilibrado em todas as instâncias da multipolaridade, exceto para aquelas que incluem um hegemon em potencial. Em resposta à postura defensiva "os realistas se inclinam para com o comportamento do Estado para com o Estado mais poderoso do sistema internacional", Mearseimer acredita que os Estados ameaçados vão relutantemente se envolver em um Balancing contra possíveis hegemonias, mas que as coalizões de Balancing não são suscetíveis de se aliarem contra uma grande potência que tem conseguido a hegemonia regional.  Essa falta de equilíbrio é melhor explicada pela hegemonia regional da recém-adquirida posição de status quo, o que decorre das limitações geográficas sobre a sua capacidade de projeção de poder. Em vez de depender de ações ofensivas, o hegemon regional encontra-se numa posição defensiva tentando evitar ameaças à sua condição hegemônica, impedindo o surgimento de todos os concorrentes de pares em outras áreas. Como tal, ele vai se comportar como um balanceador, passar a bola para os vizinhos locais do hegemon potencial e engajar-se em um equilíbrio apenas como um último recurso.

## Contribuições e críticas
O realismo ofensivo de Mearsheimer representa uma importante contribuição para a teoria das relações internacionais mas também gerou críticas importantes. Enquanto as entradas e críticas abaixo fornecem uma boa amostra das contribuições da teoria e do tipo de argumentos que foram abordados contra ele, a listagem deve em nenhum caso ser considerada como exaustiva.

### Entradas teóricas
Em primeiro lugar, os estudiosos acreditam que o realismo ofensivo de Mearsheimer fornece um bom complemento para o realismo defensivo de Waltz. A teoria acrescenta ao argumento dos realistas defensivos "que a estrutura do sistema internacional restringe o comportamento do Estado". Configura para corrigir o status quo viés pertencente ao realismo defensivo, argumentando que a anarquia também pode gerar incentivos para que os Estados maximizem a sua quota de poder, enquanto o realismo ofensivo resolve anomalias que a teoria Waltz não consegue explicar. Principalmente, o realismo ofensivo é capaz de fornecer uma explicação para a quantidade de conflitos que ocorrem entre os Estados no sistema internacional. Como Estados, o realismo ofensivo de Mearsheimer, "alarga o âmbito da teoria neorrealista, fornecendo uma justificativa teórica para o comportamento dos Estados revisionistas." Além disso, esta complementaridade pode significar uma inter-relação teórica com as duas teorias que trabalham em alternância para explicar o comportamento dos Estados, permitindo assim uma "teoria realista estrutural mais completa, que pode mais precisamente explicar o comportamento dos Estados tanto defensivamente quanto ofensivamente." Em segundo lugar, esses estudiosos defendem o argumento de que o realismo ofensivo de Mearsheimer contribui significativamente para a teoria política externa e para a teoria da aliança. Mais especificamente, a teoria de Mearsheimer vai um passo além do realismo defensivo estrutural por teorizar com sucesso tanto a política internacional quanto a política externa. Ao contrário da rejeição do realismo defensivo de Kenneth Waltz como uma teoria capaz de explicar a política externa no topo da política internacional, o realismo ofensivo inclui explicações de ambos os resultados internacionais relativos ao nível sistêmico de análise e comportamental do Estado individual.. Além disso, a inclusão de novas variantes, tais como a inserção da Geografia ao lado da distribuição de poder, aumenta o potencial do realismo ofensivo para fazer suposições específicas sobre perseguir de forma agressiva seus objetivos e recorrerem a estratégias de Balancing e Buck-Passing.